# Tapeats Sandstone
Der Tapeats Sandstone ist nach der basalen Sixtymile-Formation die zweite Formation der kambrischen Tonto Group im Südwesten der Vereinigten Staaten. Die dunkelbraune und dünnlagige Sandstein-Formation wird ins frühe Mittelkambrium datiert. Sie zeichnet sich durch eine große Bandbreite von Ablagerungsbereichen des Küstenmilieus und auch kontinentaler Fazies aus.

## Etymologie
Der Tapeats Sandstone, im Deutschen Tapeats-Sandstein, wurde im Jahr 1914 von Levi F. Noble nach dem Tapeats Creek, einem rechten Seitenfluss des Colorado River, benannt. Der Tapeats Creek geht seinerseits auf Ta Pits zurück, einen Stammesangehörigen der Südlichen Paiute und angeblicher Eigner des Tals.

## Vorkommen
Das Vorkommen des Tapeats Sandstone erstreckt sich über rund 500 Kilometer vom südlichen Nevada bis in den Nordosten Arizonas südwestlich von Page. Vier individuelle Verbreitungsgebiete können hierbei unterschieden werden: das Gebiet um den Lake Mead östlich von Las Vegas, das westliche Grand Canyon, das östliche Grand Canyon und Zentral-Arizona am Big Chino Wash westlich von Flagstaff.

## Stratigraphie

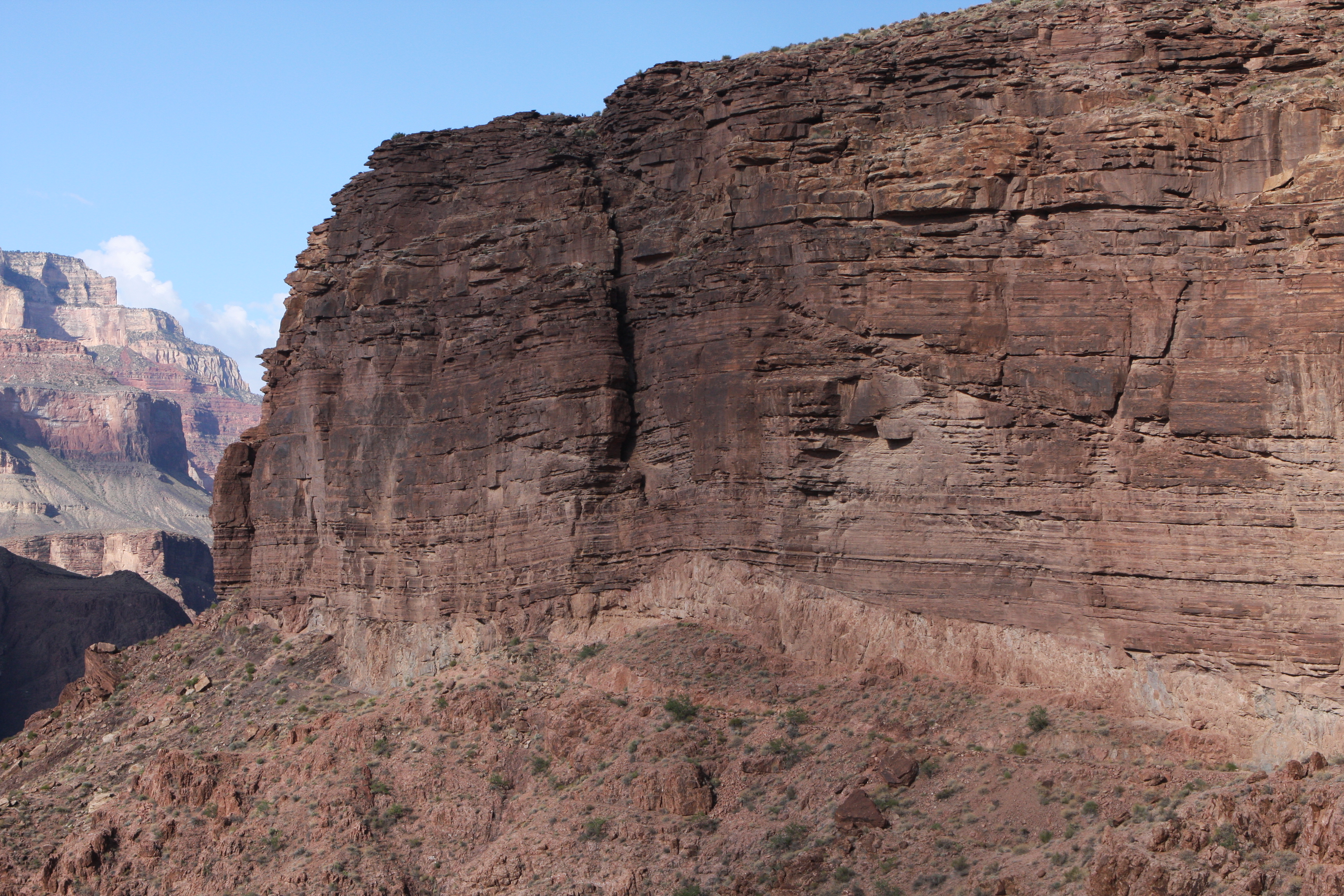
Tapeats Sandstone oberhalb der Great Unconformity, darunter der Vishnu Schist

Der maximal 70, meistens jedoch um die 50 Meter mächtige Tapeats Sandstone (abgekürzt als Ctt in geologischen Karten) legt sich als Steilwand unmittelbar auf die Great Unconformity – der Diskordanz des Grundgebirges oberhalb der Vishnu Basement Rocks. Die Great Unconformity liegt meist flach, kann aber auch einzelne, örtlich begrenzte, Inselberg-artige Aufwölbungen aufweisen. Über diesen Aufwölbungen kann sich die Mächtigkeit stark reduzieren oder gar ganz auf Null zurückgehen. Im selben Zug kann die Formation winkeldiskordant die Unkar Group und die Nankoweap-Formation  aus der Grand Canyon Supergroup überlagern, welche ihrerseits in der Greatest Unconformity diskordant dem Grundgebirge aufliegt. 
Der Tapeats Sandstone befindet sich außerdem diskordant über der Sixtymile-Formation, die mittlerweile als Basis der Tonto Group angesehen wird. Konkordant auf dem Tapeats Sandstone folgt nach einer 12 bis 15 Meter mächtigen Transition Zone (Übergangszone) die Bright-Angel-Formation (vormals Bright Angel Shale), weiter im Westen jedoch die Pioche-Formation (Pioche Shale).
Eine Typlokalität der Formation besteht bisher nicht. Von Eben Rose (2011) wurde daher das Blacktail Canyon vorgeschlagen.
Mit Beginn der Übergangszone verflacht sich das Profil zur so genannten Tonto Platform, einer markanten Geländestufe im Grand Canyon, welcher der Tonto Trail folgt. Uneinigkeit besteht in der Festlegung der Formationsobergrenze zur Bright Angel Formation und betreffs der genauen stratigraphischen Zuordnung der Übergangszone. Karlstrom und Kollegen (2020) rechnen neuerdings die Übergangszone zum Tapeats Sandstone.
Im Westen des Grand Canyons lassen sich drei Member auseinanderhalten, ein Sandstein-Member im Liegenden, ein mittleres Schieferton/Tonstein-Member und erneut ein Sandstein-Member im Hangenden.

## Lithologie
Der Tapeats Sandstone baut sich generell aus mittel- bis grobkörnigen, schräggeschichteten Sandsteinen, konglomeratischen Sandsteinen und Konglomeraten auf. Im Hangenden treten mehr feinkörnige Sandsteine und auch Tonsteine in Erscheinung. Die Bankstärke des Sandsteins bewegt sich durchschnittlich zwischen 30 und 100 Zentimeter. Das Gestein wird von Quarzkörnern mit schlechtem bis mäßigen Sortierungsgrad dominiert, deren Kornrundung zwischen subangular und angerundet eingeordnet werden kann. Die Korngröße bewegt sich zwischen der groben Silt- und der sehr groben Sandfraktion (Grobschluff bis Grobsand), gelegentlich treten auch noch größere Körner und Steine hinzu. Der Gehalt an Alkalifeldspat unterschiedlicher Größenordnung bewegt sich zwischen 1,8 und 33,1 %, wobei eine Abnahme in Richtung Hangendes festzustellen ist. Verkeilt zwischen Quarz und Alkalifeldspatkörnern findet sich auch Muskovit. Vorhanden sind auch etwas Plagioklas, Zirkon und seltene Titanitkörner. Die Porosität des Gesteins ist niedrig und beträgt 2 bis 5 %. Das Gefüge wird durch die Quarzkörner ummantelnde Kieselsäure zementiert. Insgesamt handelt es sich um eine gut zementierte, semimature Subarkose. Die bevorzugte Ablagerungsrichtung des Sediments liegt zwischen Westen und Südwesten. Der Tapeats Sandstone zeigt keinerlei Anzeichen von Metamorphose, erkennbar an seinem exzellent erhaltenen Paläomagnetismus.

### Lithofazies
Hagadorn und Kollegen (2011) unterscheiden im Tapeats Sandstone drei Lithofaziesfolgen. Die Folge A liegt direkt dem Grundgebirge auf und besteht aus Konglomeraten der Kies- bis Geröllfraktion oder aus roten bis violetten Tonsteinen. Die Folge B zeichnet sich durch unterschiedliche, Steilwand-bildende Sandsteine aus. In ihr sind vornehmlich subarkosische bis arenitische Sandsteine enthalten, Tonsteine sind selten. Die Sandsteine sind entweder schräggeschichtet, zeigen Trog-, Bänder- oder Flaserschichtung können aber auch einen tabularen, flachgeschichteten Charakter annehmen. Die Folge C wird von einer Wechsellagerung aus Sandsteinen und Schiefertonen beherrscht. Sie bildet eine Übergangszone zur überlagernden Bright-Angel-Formation.

## Ablagerungsmilieu
Das Ablagerungsmilieu des Tapeats Sandstone wird von Middleton und Elliott (1990) als Gezeitenebene und Strandbereich interpretiert, aber auch subtidale Kanäle und Zopfströme sind ihrer Meinung nach zu berücksichtigen. Eben Rose (2006) verweist auf mehrere Anzeichen für nicht-marines Milieu, darunter Trockenrisse, äolisch abgelagerte Dünen mit typisch matten Kornoberflächen und keilförmigen Schrägschichtungssets, isolierte Kanäle mit hoher Verlagerungsrate (Englisch avulsion), Süßwassereinfluss indizierende Tonminerale wie Kaolinit, Smektit und Berthierin und nichtmarine Mikroflora aus Cryptosporen – marine Acritarchen fehlen. Bereits 1918 hatte C. Schuchert aufgrund der schlechten Sortierung und der Gegenwart von Paläoböden ein großes Flussdelta als Ablagerungsmilieu propagiert. Neben Schuchert stellte vor allem Wanless das bisher anerkannte klassische Standardmodell für die gesamte Tonto Group in Frage. Dieses Modell der deepening seas hatte eine sukzessive Vertiefung des Ablagerungsbereichs postuliert – von transgressiven, küstennahen, marinen Sandsteinen (Tapeats Sandstone) hin zu regressiven, tieferen Schiefertonen (Bright Angel Formation) und schließlich zu Kalken (Muav Limestone). Für Wanless war die Sedimentation der gesamten Tonto Group in sehr flachem Wasser erfolgt und stellt die Aufzeichnung von flachmarinen, Gezeiten- und Flusssedimenten dar, welche auf der landwärtigen Seite einer weiten kratonischen Platform zur Ablagerung kamen.

## Fossilien
Der Tapeats Sandstone wird biostratigraphisch der Olenellus-Zone zugerechnet. Er enthält neben Brachiopoden, Bradoriida und Trilobitenresten nur Spurenfossilien, darunter die Ichnotaxa Arenicolites (recht häufig), Arenicoloides, Aulichnites, Corophioides, Cruziana, Diplichnites, Diplocraterion, Monomorphichnus, Planolites, Rusophycus, Skolithos, Teichichnus und Treptichnus pedum. Ferner sind aus der Übergangszone Funde von Cryptosporen – sporenartigen Mikrofossilien (Palynomorphen), die als Zeugnisse der frühesten Landpflanzen gelten – bekannt geworden. Sichere Trilobitenfunde stammen erst aus der Übergangszone zur Bright-Angel-Formation.
Das monotaxische Auftreten von Arenicolites in Faziesfolge B und das auffällige Fehlen von Arthropoden-Kratzspuren – zu einem Zeitpunkt in der Erdgeschichte, an dem derartige Spuren fast überall in gleichaltrigen Formationen zu finden sind – lässt vermuten, dass bedeutende Anteile des Tapeats Sandstone unter brackigen oder kontinentalen Bedingungen abgelagert wurden.
Insgesamt sind 13 Invertebratentaxa aus dem Tapeats Sandstone bekannt, unter den Arthropoden die Trilobiten Olenellus (Redlichiida) und Spencella (Ptychopariida), sowie die Bradoriida Indianites curta, Indianites impressa und Walcottella. Die Brachiopoden werden von fünf Lingulata repräsentiert, darunter Lingula chuarensis, Lingula euglypha, Lingula lineolata, Lingula spatulus und Lingula zetus, sowie von den beiden Paterinata Iphidella pannula und Paterina (Iphidea) crenistria. Schuchert (1918) erwähnt einen unbestimmten Obolellida (Brachiopode der Obolellata).

## Tektonik
Der meist flach liegende Tapeats Sandstone ist nur an wenigen Stellen tektonisch gestört. Faltenstrukturen stehen meist in engem Zusammenhang mit größeren Verwerfungen. Beispiele hierfür finden sich im Carbon Canyon mit der Carbon Canyon Fold entlang der Butte Fault sowie mit der Monument Fold entlang der Monument Fault. Der Faltungsvorgang wird gewöhnlich der Laramischen Gebirgsbildung zugeschrieben.

## Alter
Karlstrom und Kollegen (2020) konnten an detritischen Zirkonen des Tapeats Sandstone ein Uran-Blei-Minimalalter von 508 bis 507 Millionen Jahren ermitteln. Für die überlagernde Bright-Angel-Formation fanden sie 507 bis 502 Millionen Jahre. Der Tapeats Sandstone fällt somit in die 4. Stufe der 2. Serie des Kambriums und bildet Teil der transgressiven Sauk-Megasequenz (Sauk II). 

### Provenanz
Ältere Zirkon Peaks stimmen mit den Altern der paläoproterozoischen Yavapai- (Alter zwischen 1800 und 1680 Millionen Jahren) und Mazatzal-Provinz (Alter zwischen 1720 und 1600 Millionen Jahren) überein und lassen diese Provinzen als Ursprungsort des Sediments erkennen. Ein weitaus geringerer Anteil der Zirkonalter verweist auch auf die unmittelbar unterlagernde Grand Canyon Supergroup. Zirkone magmatischen Ursprungs indizieren die Florida Mountains in New Mexico (510 ± 5 Millionen Jahre), den alkalischen Magmatismus der Wet Mountains in Colorado (535 bis 511 Millionen Jahre), die Wichita Igneous Province im Süden Oklahomas (535 bis 525 Millionen Jahre) und sogar den kambrischen Magmatismus in Sonora in Mexiko als Ursprungsort.

## Kreationismus
Vertreter des Kreationismus wie Andrew Snelling oder W. R. Barnhart sehen im Tapeats Sandstone die Basisablagerung der weltweiten Sintflut, die vor angeblich 4350 Jahren (2330 v. Chr.) ein Jahr lang den gesamten Erdball bedeckt haben soll. Der Tapeats Sandstone soll dabei mit geringer Transportweite unter Hurrikan- und Tsunamibedingungen als unterstes Glied der Sauk-Megasequenz in nur wenigen Tagen oder Wochen abgesetzt worden sein.
Anmerkung: Offensichtlich wird hierbei vollkommen negiert, dass oberhalb des Tapeats Sandstone der Fossilbericht einsetzt und immerhin mehr als 1300 Meter an Sedimenten auflagern. Außerdem enthält die Formation – wie oben schon angesprochen – terrestrische Einflüsse.

## Photogalerie

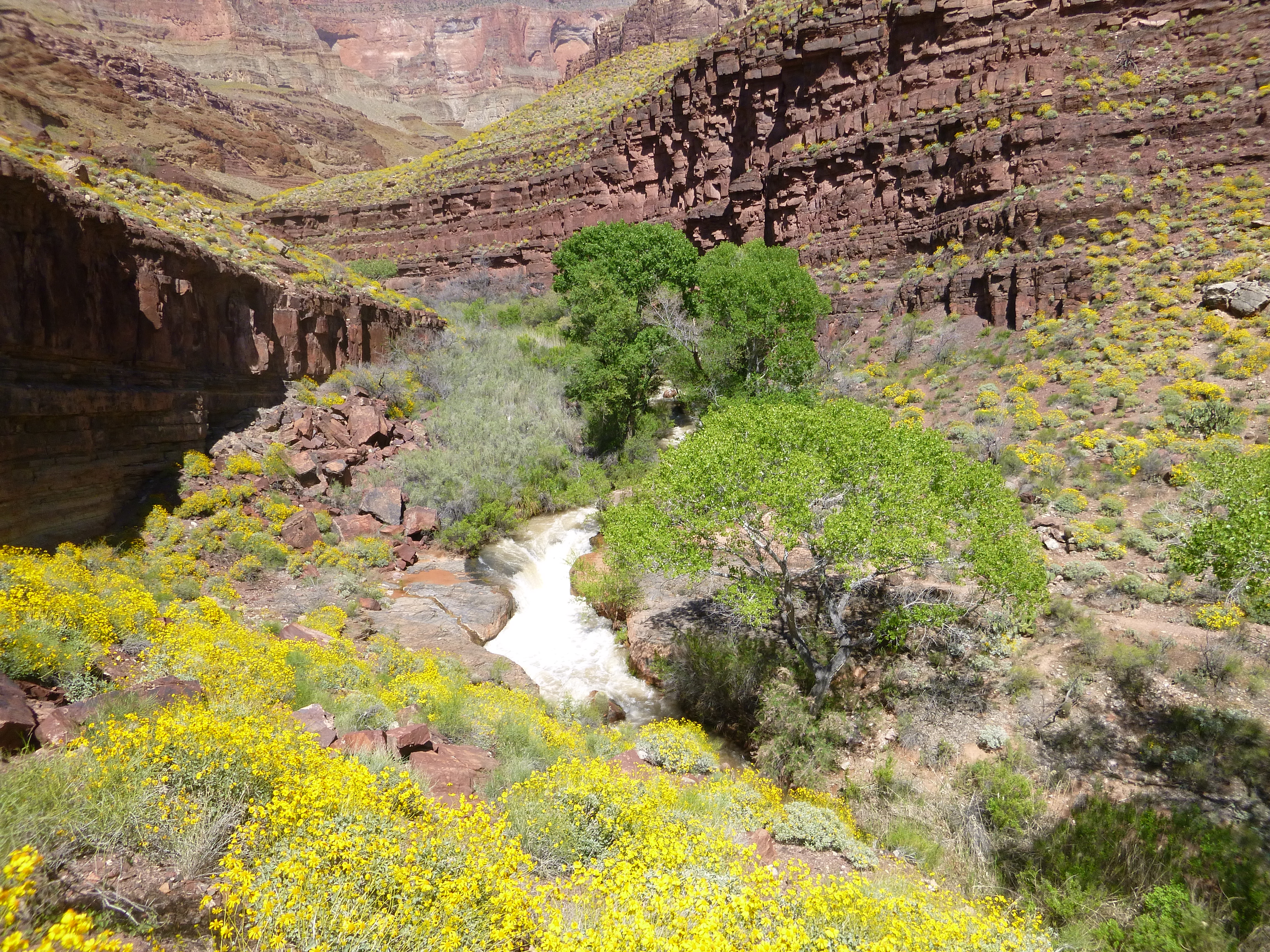
Blütezeit im Tapeats Creek
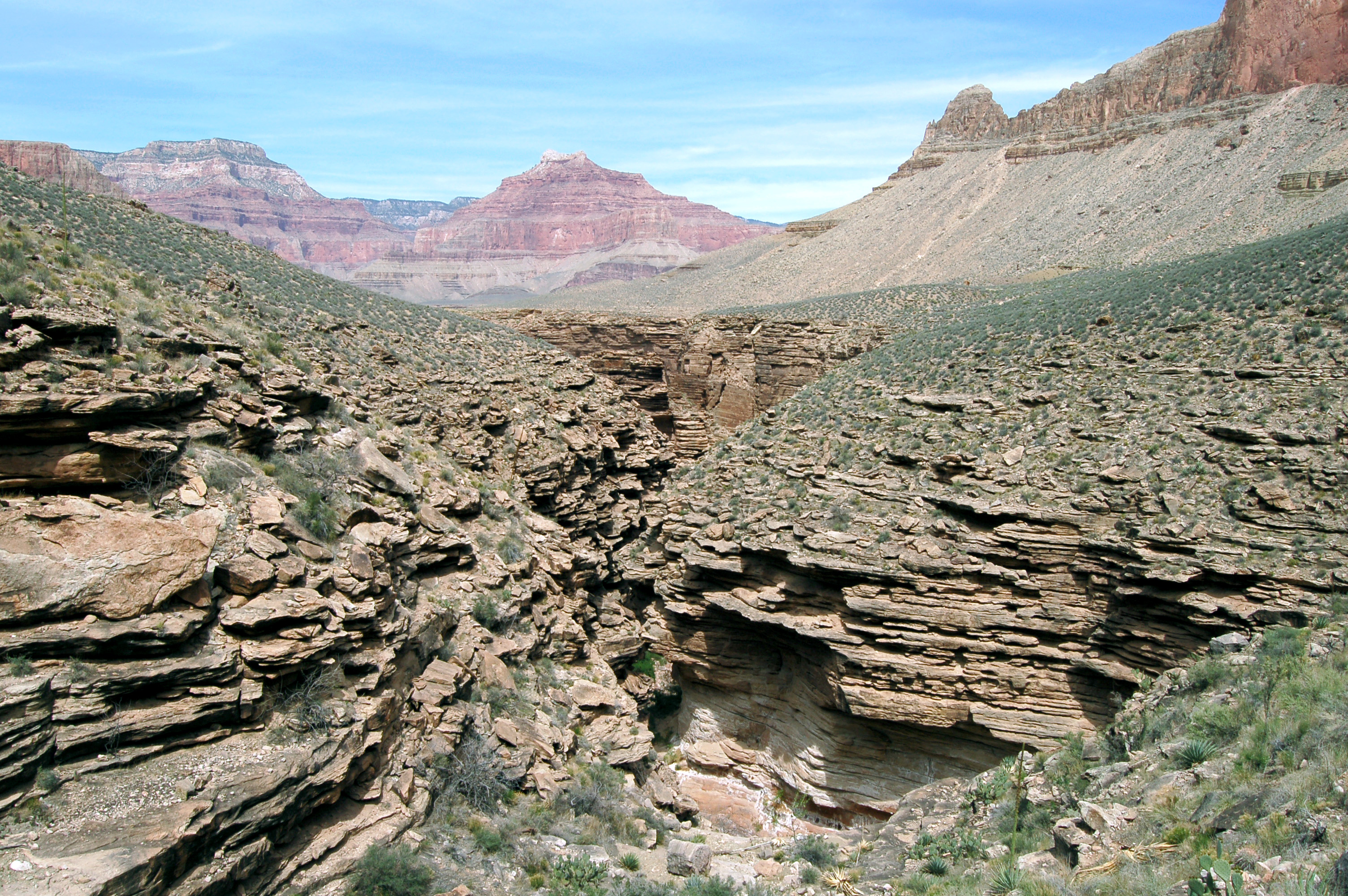
Tapeats Sandstone am Salt Creek
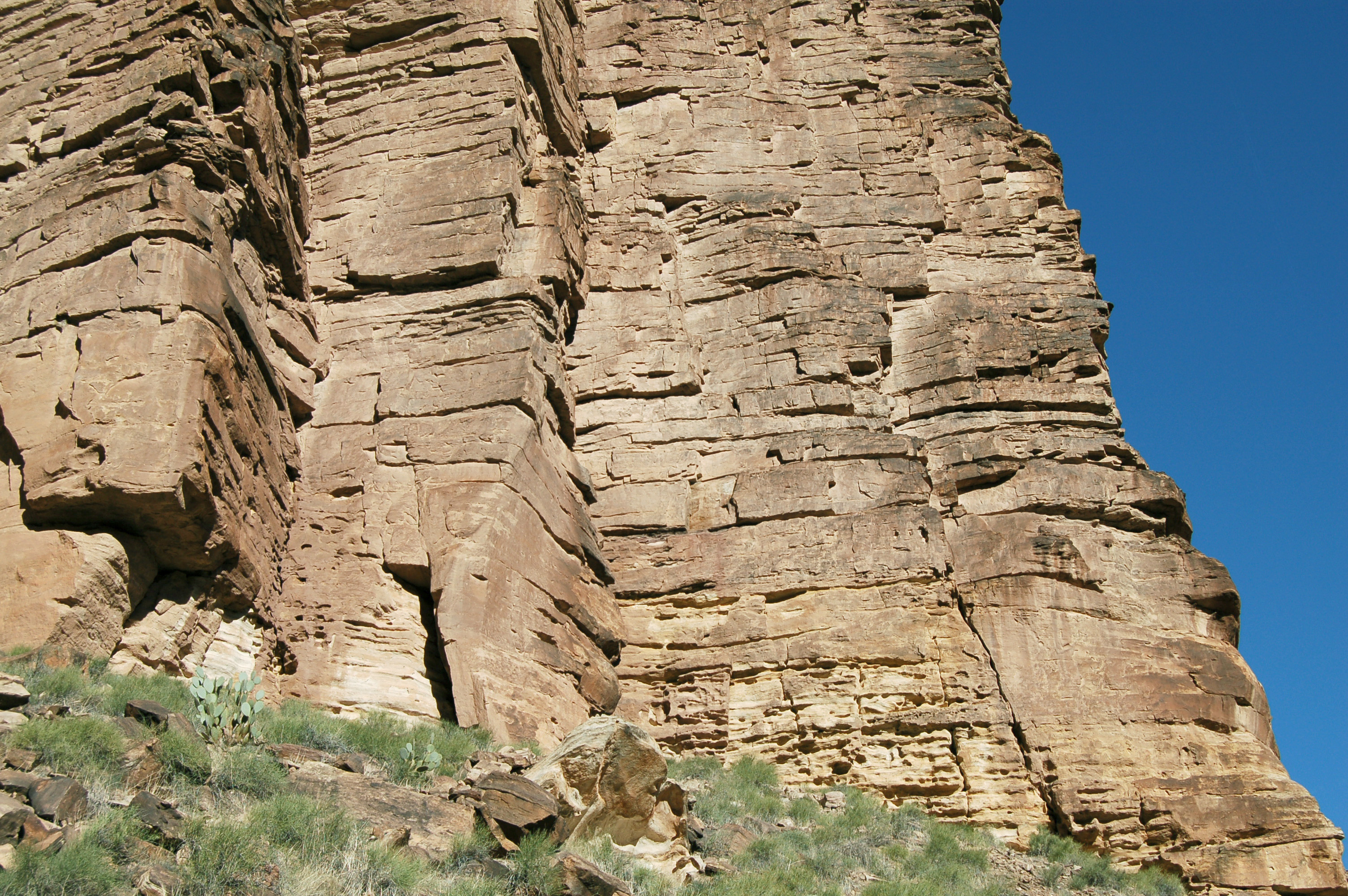
TapeatsSandstone am Hermit Creek
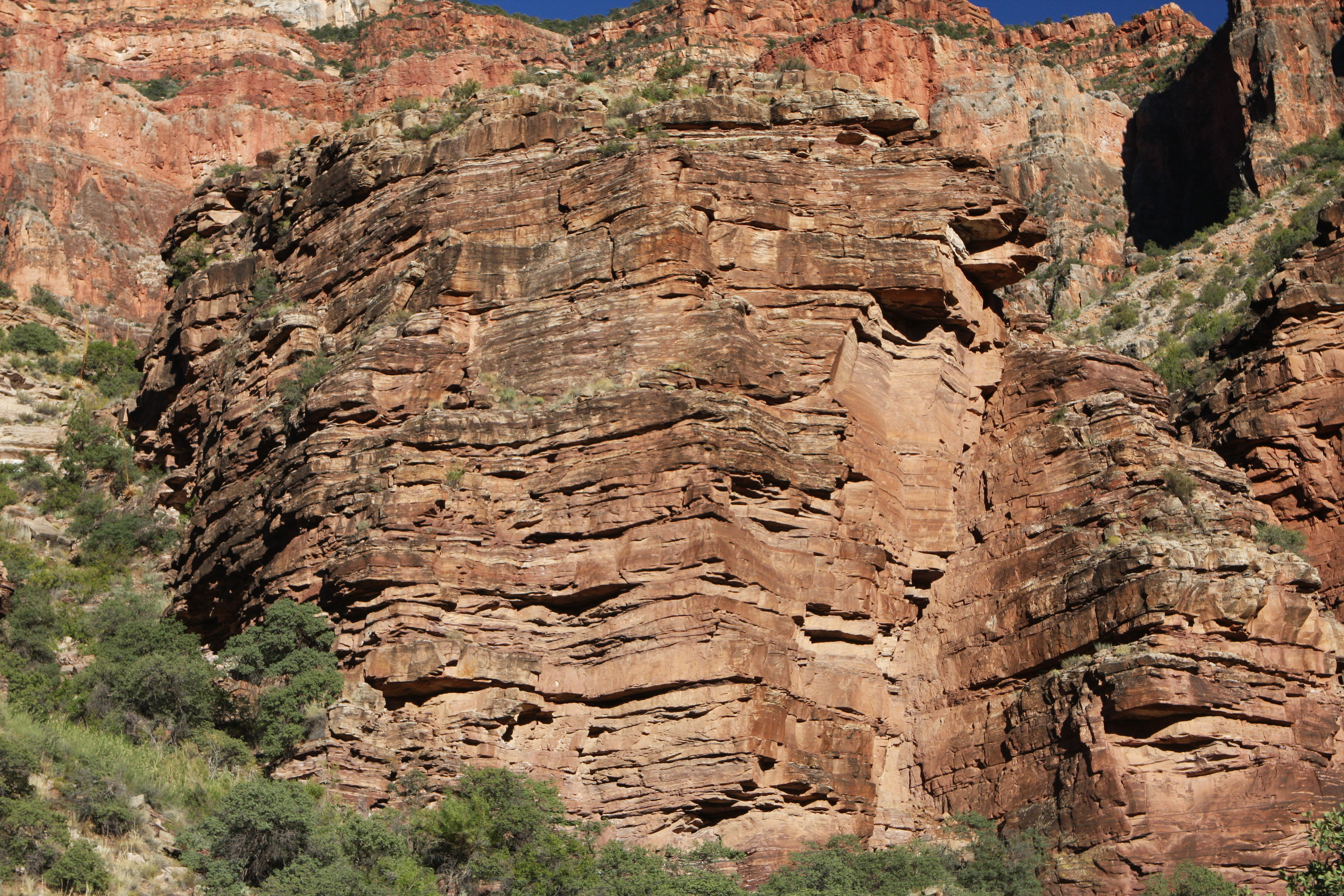
Tapeats Sandstone entlang dem North Kaibab Trail
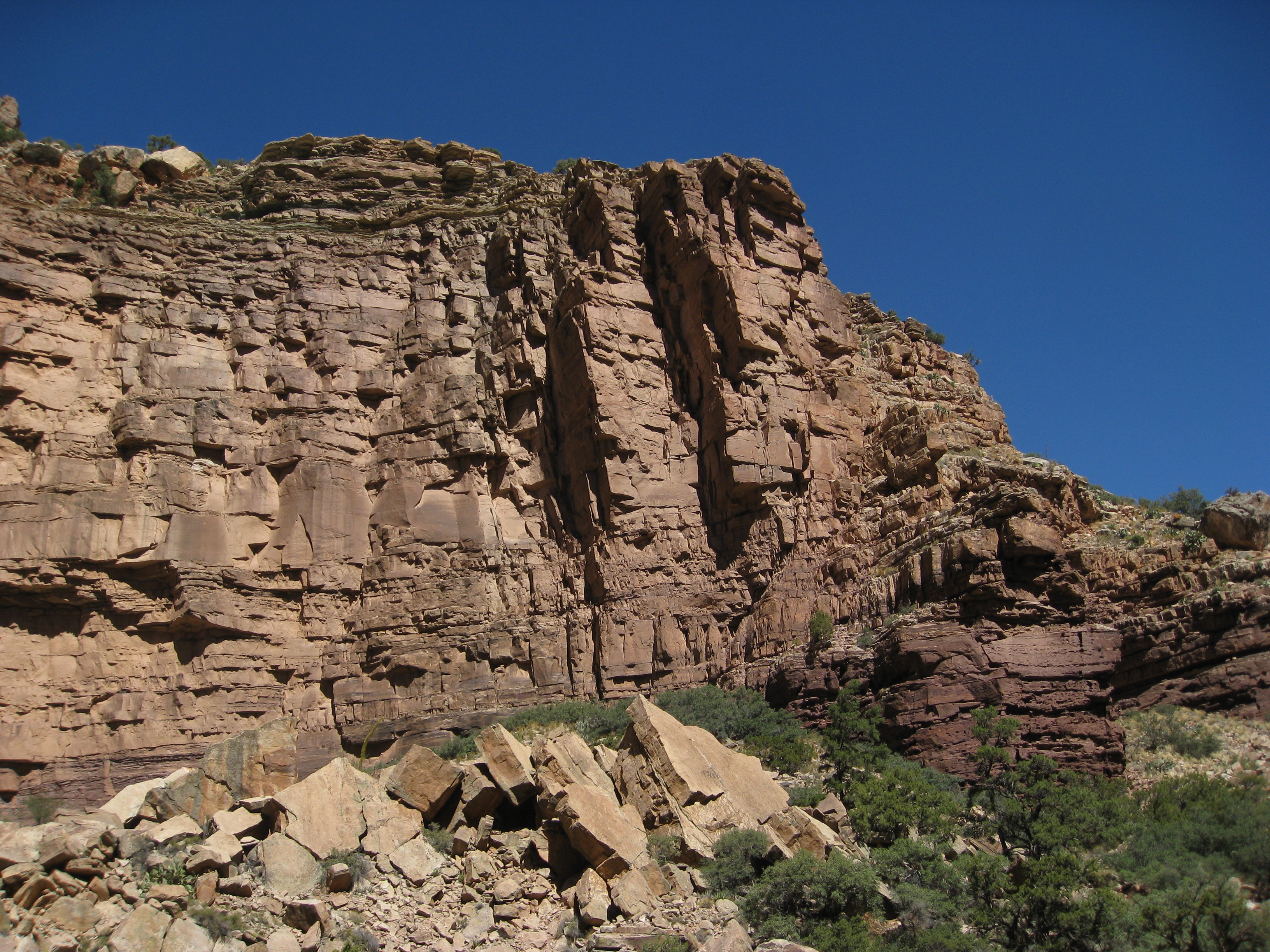
Tapeats Sandstone am North Kaibab Trail